# Louis Gantois
Louis Charles Gantois (Saint-Maur-des-Fossés, 15 de noviembre de 1929-Cannes, 26 de febrero de 2011) fue un deportista francés que compitió en piragüismo en la modalidad de aguas tranquilas.
Participó en dos Juegos Olímpicos de Verano en los años 1952 y 1956, obteniendo una medalla de bronce en Helsinki 1952 en la prueba de K1 1000 m. Ganó dos medallas en el Campeonato Mundial de Piragüismo de 1954.

## Palmarés internacional
| Juegos Olímpicos   | Juegos Olímpicos     | Juegos Olímpicos  | Juegos Olímpicos |
| Año                | Lugar                | Medalla           | Competición      |
| ------------------ | -------------------- | ----------------- | ---------------- |
| 1952               | Helsinki (Finlandia) | Medalla de bronce | K1 1000 m        |
| Campeonato Mundial |                      |                   |                  |
| Año                | Lugar                | Medalla           | Competición      |
| 1954               | Mâcon (Francia)      | Medalla de plata  | K1 1000 m        |
| 1954               | Mâcon (Francia)      | Medalla de bronce | K4 1000 m        |